# JR西日本283系電力動車組
283系電聯車是西日本旅客鐵道（JR西日本）旗下一款使用於特急列車的直流用電聯車。一開始是作为以「超級黑潮（スーパーくろしお）」为列車名稱的运营列车於1996年（平成8年）7月31日開始營運。到了1997年（平成9年）3月8日的時刻表改正之後，其列車名稱正式改為「海洋飛箭」（オーシャンアロー；Ocean Arrow）。

## 概要
南紀地區是關西最著名的度假區之一，擁有眾多的旅游資源，因此，列車須體現“度假”和“速度”，並以“地面，明亮，安靜，舒適的列車”作為基礎，作為JR西日本列車的設計理念，以下概念因而被採用：
1. 令人興奮的列車
2. 使其成為一個精緻而時尚的度假勝地
3. 具速度感的外形

283系乃為了置換原先使用於L特急－「黑潮號（くろしお）」的381系電車，並提升運轉速度及適用於觀光列車所設計出來的新型電車。其生產工作主要是由川崎重工業、近畿車輛、日立製作所負責。與前代的381系電車一樣，此新型電車也採用了擺式列車的設計。 但因283系改用較新的控制形自然傾斜設計，與381系相比大幅減少了旅客搭乘時的不適。 
此車的驅動部份主要是以223系1000番台電車為基礎，採用絕緣柵雙極晶體管(IGBT)的變頻控制系統(VVVF)；其控制系統可區分為兩種，分別來自於日立製作所與三菱電機所製造。其車頂上所用之集電弓則是JR西日本在來線電車所首次採用的單臂式集電弓。同時，它也使用了與681系電車相同旋律的音樂警笛（Musical Horn）
營運最高速度為130km/h，剛登場時的曲線通過速度是以+35km/h為目標，到了2008年時仍保有+30km/h的實力。在其主要運轉的紀勢本線（きのくに線）上，當遇到半徑400m的連續彎道區間時，仍然能以100km/h的高速過彎。而130km/h的最高時速運轉則是限制在東海道本線（JR京都線）的外側線路與紀勢本線的部分區間才能運行。
全車為輕量化而採用普通鋼的車體設計。同時，車體與相關機器也都設計為耐寒耐雪的構造。
列車名稱、目的地指示器則採用自221系電車以來的標準：列車（種類）名稱以幕式，目的地名則以LED的方式來表示。車體側面並繪有海豚（イルカ）形象的符號標記。
目前283系車廂數量為：6輛基本組x2（計12輛）、3輛增編組x2（計6輛），共計18輛均配置於日根野電車區。6輛基本組往新宮方向的先頭車與增編組中的（A931編組）往天王寺、京都方向的先頭車，均為非貫通的展望型(Panorama；)綠色車廂(Green Car； )設計。另外，在基本組中的3號車設置了展望休憩室（Lounge）；也因此，在3號車靠4號車的一側並未設置旅客用車門。
283系編組的車門位置與舊型的381系不同，各停靠車站的乘車位置導引也因而區分為與「黑潮號（くろしお）」、「超級黑潮（スーパーくろしお）」有所不同。
另外，在西日本旅客鐵道和歌山支社所修訂的阪和線時刻表中，該型列車的時刻則被標記上海豚（イルカ）的符號以資區別。
在此車開始營運時的宣傳中，該列車曾被稱為『非常喜歡海與太陽的列車』

### 車內
使用每兩排座位一個窗口的佈局。在各列車的兩端均安裝有LED型的車內資訊顯示裝置。
普通列車的座椅佈置為2排+ 2排，座椅間距為970 mm。配有旋轉式可躺式座椅，有紫色和藍色兩種類型的絲絨座椅。
基本編成的3號車有一個自由空間的觀察休息室，其坐席向西，可供觀賞太平洋的景色，設有四張朝向海和山的1人座位，另外設置了兩張2人沙發和自動售賣機。因此，3號車和4號車附近沒有車門。
綠色車箱座椅排成1排+ 2排，座椅節距為1,160mm，與681系和281系相近。與普通車廂同樣配備了可旋轉式斜躺座椅，並配有枕頭。小桌存放在扶手部分，可以拉出使用。地板地毯上標有“ OCEAN ARROW”的圖案。
在生產開始時，綠色車廂中間有一個分隔吸煙和非吸煙座椅的隔板，計劃將乘務員室一側用作吸煙座椅，乘客室一側用作非吸煙座椅。在禁煙化的大趨勢下，乘客當時對安排大為不滿，因為隔板無助分煙，而煙霧可滲透至非吸煙座椅區間。故此整個綠色車廂從落成開始都禁止吸煙。然而，該分區從1998年10月到1998年12月拆去隔板。由於有分隔壁，在車身中央的第一排+第二排和第二排+第一排的吸煙和非吸煙座椅的座位佈置是對稱的，出於平衡的目的，並沒有更改座位佈置。

### 編成及形式
目前，所有公用電話都已被撤除，只在モハ283形300番台設有自動售賣機。

##### モハ283形 (M)
設有普通座位的中間動力車。配備車輛控制裝置及集電弓（新宮方向）等。

##### 0番台
設有兩個車門。載客數72人。座位顏色在基本編成為藍色，附屬編成為紫色。

##### 200番台
有一個銷售準備室。載客數68人。座椅顏色為紫色。

##### 300番台
休息室設有自動售賣機。載客數64人。座位顏色為藍色（休息室為紫色）。

##### クロ283形 (Tsc) （0番台のみ）
為非貫通型先頭車（奇數發車號），設有駕駛台、綠色座椅（新大阪/京都方向）、洗手間以及自動售賣機。可容納32人。

##### クロ282形 (Tsc') （0番台のみ）
為非貫通型先頭車（偶數發車號），設有駕駛台、綠色座椅（新宮方向）、洗手間及公眾電話。可容納32人。

##### クハ283形 (Tc) （500番台のみ）
為貫通型先頭車（奇數發車號），設有駕駛台、普通座椅（新大阪/京都方向）、洗手間以及自動售賣機。可容納60人。座位顏色在基本編成為藍色，附屬編成為紫色。

##### クハ282形 (Tc')
為新宮方向的貫通型先頭車（偶數發車號），配備電動空氣壓縮機。

##### 500番台
設有駕駛台、普通座椅、洗手間和公用電話。可容納60人。座位顏色為藍色。

##### 700番台
有駕駛台、洗手間、公用電話、多功能室和輪椅無障礙設施。可容納50人。座位顏色為藍色。

##### サハ283形 (T)
設有普通座椅的中間付屬車。配備空氣壓縮機。

##### 0番台
有洗手間和行李空間，容量68人，座椅顏色為紫色。

##### 200番台
有洗手間、車務室、商務室、公用電話，多功能室和輪椅可進出的設施，載客數46人，座椅顏色為紫色。

## 車輛配置及運用線區
1996年7月31日，以特快“超級黑潮（海洋飛箭）”開始商業運營，自1997年3月8日修改時刻表後，283系專門為「海洋飛箭（オーシャンアロー）」特急列車所使用，所運行區間則為京都、新大阪與新宮之間。平常多使用6輛之基本編組來運轉；多客期才會加掛增編組成９輛運轉。但有時遇到車輛定期檢查時，也有可能會把兩組增編互連成6輛來運轉使用。
另外，有時也會因意外的發生造成列車調度不及，而臨時改採381系的「超級黑潮（スーパーくろしお）」編組來運轉。
“くろしお / 黑潮”，“スーパーくろしお　/　超級黑潮”和“ オーシャンアロー　/  海洋飛箭”在2012年3月17日的時間表修訂中全部統一為“くろしお / 黑潮 ”，並從同一天起以“ 黑潮 ”的名義運營，但是，“海洋飛箭 ”在按時間表區分車輛時，該名稱仍然存在，粘貼在車身上的符號標記保持不變。當以9輛列車行駛時，貫通型先頭車彼此相對，但是由於2011年3月的日程修改後未貫通連接幌，因此6號車和7號車無法通過。

## 未來計劃
預計於2024年以後，283系將被新型列車所取代。

## 外部連結
- （日語）JR西日本　オーシャンアロー 283系